# بيل هارفي
بيل هارفي (بالإنجليزية: Bill Harvey)‏ (12 أبريل 1896 في المملكة المتحدة - 1 يناير 1972 في المملكة المتحدة) هو لاعب كريكت ومدرب كرة قدم ولاعب كرة قدم بريطاني (وحمل سابقاً جنسية المملكة المتحدة لبريطانيا العظمى وأيرلندا) في مركز جناح. لعب مع برمنغهام سيتي وشيفيلد وينزداي ونادي ساوثيند يونايتد ونادي وارويكشاير للكريكيت ‏ وBorder (cricket team) ‏.